# Patson Daka
Patson Daka, född 9 oktober 1998, är en zambisk fotbollsspelare som spelar för Leicester City i EFL Championship. Han representerar även det zambiska landslaget.

## Klubbkarriär
Den 30 juni 2021 värvades Daka till Leicester City, där han skrev på ett femårskontrakt. Daka debuterade i Premier League den 23 augusti 2021 i en 4–1-förlust borta mot West Ham United, där han blev inbytt i den 64:e minuten mot Harvey Barnes.

## Landslagskarriär
Daka debuterade för Zambias landslag den 10 maj 2015 i en 2–0-vinst över Malawi.

## Meriter
Red Bull Salzburg
- Österreichische Fußball-Bundesliga: 2017/2018, 2018/2019, 2019/2020, 2020/2021
- ÖFB-Cup: 2018/2019, 2019/2020, 2020/2021

 Leicester City
- FA Community Shield: 2021